# كان (بروفانس)

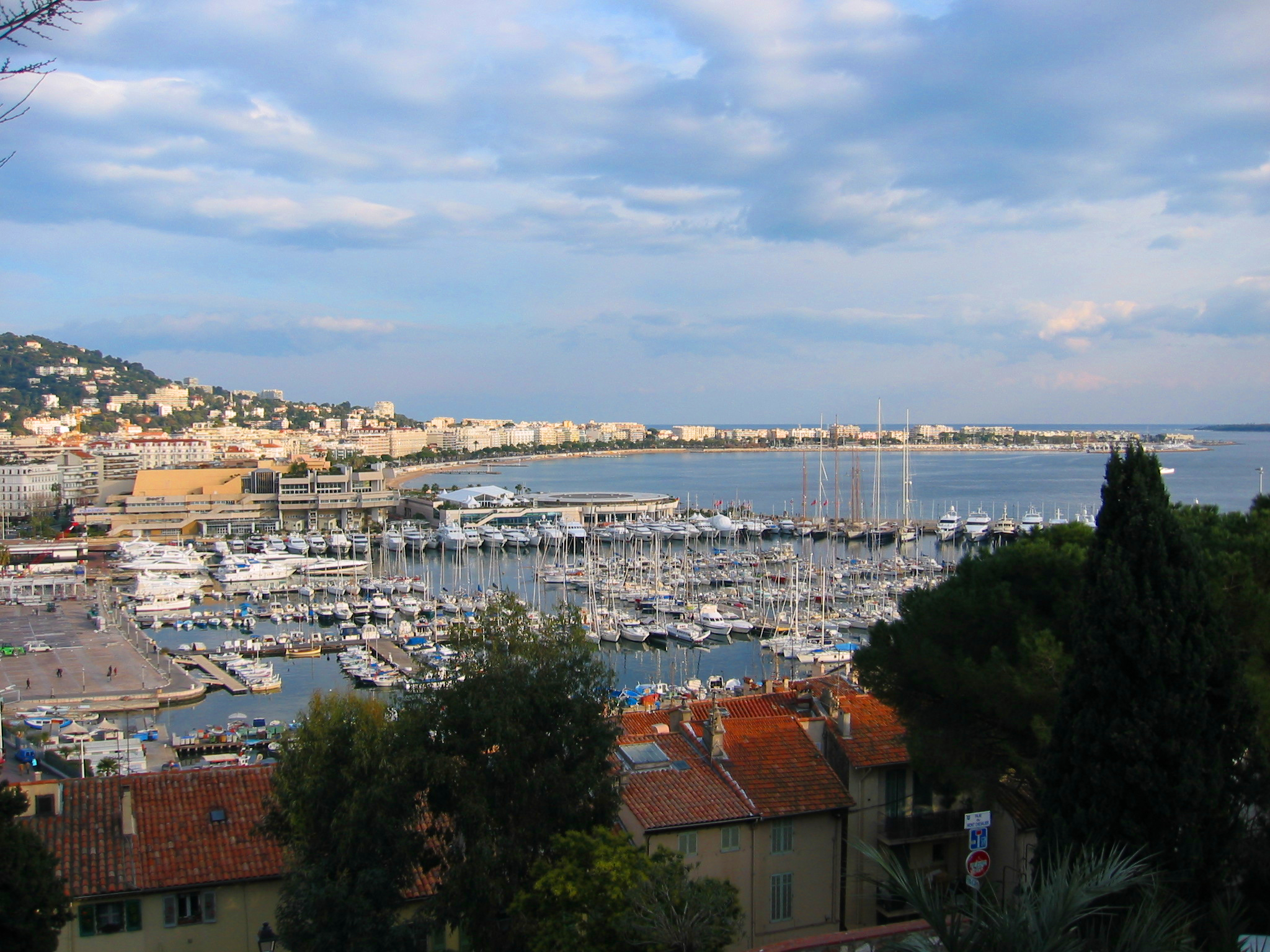
منظر من مدينة كان.

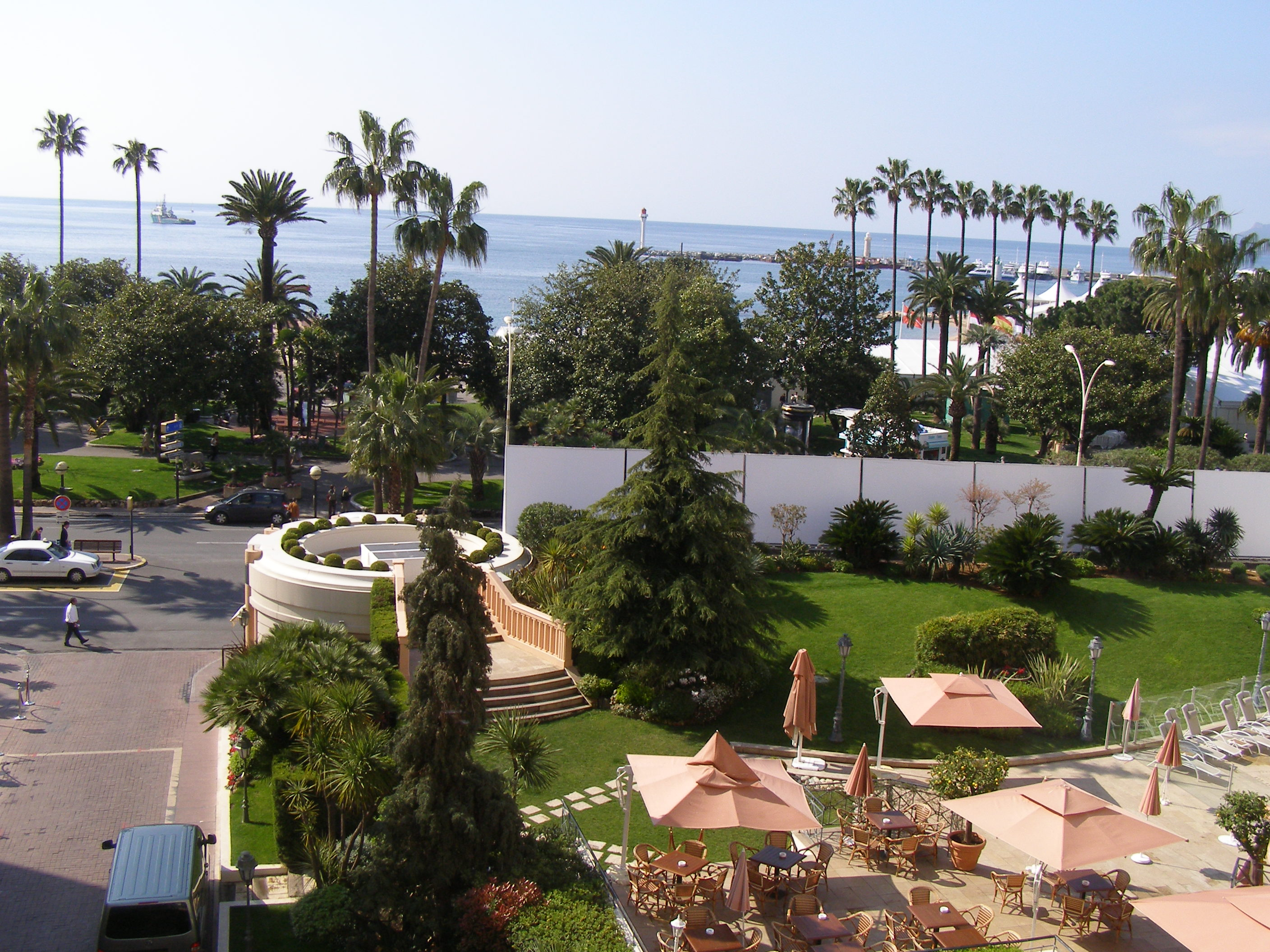
منظر لشارع الكروازيت من فندق الماجستيك

كان (بالفرنسية: Cannes)‏ مدينة فرنسية تطل على البحر الأبيض المتوسط تقع في الجنوب بالقرب من مدينة نيس، يبلغ عدد سكانها حوالي 70 ألف. عرفت كان بكونها مركز سياحي للطبقات الراقية بالإضافة لاستضافتها سنويا «مهرجان كان السينمائي» خلال شهر مايو من كل عام. وأسواق البرامج التلفزيونية مثل ميب تي في ميليا (بالإنجليزية:  MIPTV FEATURING MILIA)‏ في أبريل من كل عام  وميبكوم (بالإنجليزية: MIPCOM)‏ في أكتوبر في كل عام ، والكثير من المعارض والمهرجانات الأخرى.تعتبر مدينة كان الواجهة الفنية الثانية في فرنسا بعد باريس

## أشهر معالمها
- شارع أنتيب وهو الأفضل للتسوق [بحاجة لمصدر]
- شارع الكروازييت الكورنيش الموازي لساحل البحر وتقع عليه أهم الفنادق كفندق الماجستيك وفندق الكارلتون وفندق جراي دالبيون وفندق المارتينيز وفندق الهيلتون. كما تقع TDI الكثير من المطاعم الشهيرة والتي يرتادها علية القوم.[بحاجة لمصدر]
- قصر المهرجانات في كان حيث تتم استضافة جميع الفعاليات المهمة فيه كمهرجان السينما والتلفزيون.
- مدينة كان القديمة وهي تمتاز بتعدد المطاعم وجماليات القدم والتراث الفرنسي.
- ميناء كان لليخوت بالقرب من قصر المهرجانات.
- قصر كارلتون بني من طرف هنري رول ما بين 1909 و1913 يعتبر من أشهر المعالم التاريخية والعالمية لمدينة كان[12]

## وسام المدينة
تمنح المدينة قلادة (وسام) للشخصيات الهامة التي تزور المدينة كان من ضمنهم شخصيات رياضية كالأمير عبد الرحمن بن مساعد رئيس نادي الهلال وميشيل بلاتيني رئيس الاتحاد الأوروبي لكرة القدم والدولي الفرنسي قائد منتخب فرنسا السابق زين الدين زيدان.

## توأمة
لكان (فرنسا) اتفاقيات توأمة مع كل من:
- مدينة الكويت
- Saanen [الإنجليزية]‏
- كينسينغتون وتشيلسي
- شيزوكا
- مدريد
- بيفرلي هيلز
- تل أبيب
- سانيا
- أكابولكو
- الخميسات
- حكومة أمستردام

## أعلام
- بيلار دي بوربون
- ديلان برون
- جيرارد فيليب
- يوهان ميكو
- أنطوني موديست